# Jože Plečnik
Jože Plečnik (Ljubljana, 23. siječnja 1872. – Ljubljana, 7. siječnja 1957.), najveći slovenski arhitekt i sveučilišni profesor

## Životopis
Nakon prve neuspješne godine u nižoj gimnaziji, napustio je školovanje. Otac ga je potom uzeo u svoju stolarsku radionicu gdje je Jože Plečnik počeo polako graditi svoj zanat. Uz državnu stipendiju nastavio svoje obrazovanje u Državnoj obrtničkoj školi u Grazu. Izučio je zanat stolara i dizajnera namještaja.
Arhitekturom se počeo baviti nakon što je ostao zapanjen vidjevši nacrte Berlinske katedrale Otta Wagnera.
Nadugo zatim se upisao na studij u Grazu, a potom u Beču u klasi gospodina Wagnera. Njegove rane projekte karakteriziraju racionalna organizacija i planiranje, tipični za Wagnerove dizajne stanova i infrastrukture i bogato dekorirane površine s organskim motivima tipičnim za secesiju. 
Kao nagradu za izvrsno napravljen diplomski rad o nizozemskom ljetovalištu Scheveningenu dobio je Rimsku stipendiju koja mu je omogućila višemjesečno studijsko putovanje po Italiji i Francuskoj.
Godine 1901. je otvorio samostalni arhitektni atelje. Od 1911. godine je bio profesor na Umjetničko-obrtnoj školi u Pragu, od 1920. na Tehničkom fakultetu u Ljubljani.
1938. godine je postao član Slovenske akademije znanosti i umjetnosti. Proglašen je za počasnog građanina Ljubljane, te je dobio odlikovanje Zasluge za narod, Prešernovu nagradu.
Do uvođenja eura, njegov lik se nalazio na novčanici od 500 tolara, a na pozadini slika njegovog velikog djela Narodne i sveučilišne biblioteke u Ljubljani.

### Sluga Božji
O pedesetogodišnjici Plečnikove smrti Slovenija je proglasila Plečnikovu godinu. Tada je i katolička Crkva počela postupak za Plečnikovo proglašenje blaženim i svetim. Tako mu od tada pripada naziv Sluga Božji. Plečnik je u svom životu živio kao uvjereni katolik. U tome i u mnogim drugim stvarima je sličan španjolskom arhitektu Antoniju Gaudíju, koji je projektirao još nedovršenu crkvu u Barceloni Sagrada Familia; on je naime također kandidat za sveca.

## Galerija slika – Plečnikove crkve
- Nedovršena crkva Gospe Lurdske u Zagrebu (Hrvatska).
- Lurdska Gospa - glavni oltar v kripti bazilike
- Gospa Lurdska u Zagrebu - luster
- Gospa Lurdska - oltar svetoga Josipa.
- Gospa Lurdska - značajni Plečnikov luster
- Crkva sv. Antuna Padovanskoga na Crvenom križu u Beogradu. Jedno od najuspjelijih Plečnikovih ostvarenja.[2]
- Unutranjost crkve sv. Antuna u Beogradu – (Srbija); početak gradnje 1929.

## Vanjske poveznice
- Plečnikova Ljubljana, TIC, Ljubljana - SI  Arhivirana inačica izvorne stranice od 29. prosinca 2020. (Wayback Machine) (slo.)
- Jože Plečnik, Arhitekturni vodnik (slo.)
- Arhitekt Jože Plečnik - www.kam.si  (slo.)
- Oddaje o Plečniku v digitalnem arhivu RTV Slovenija  (slo.)
- SLO Biografija: Jože Plečnik (slo.)
- Plečnikova hiša  / Plečnikova hiša v Ljubljani - muzej Jožeta Plečnika (slo.)